# مونسینور (فیلم)
مونسینور یا عالی‌جناب (به انگلیسی: Monsignor) فیلمی محصول سال ۱۹۸۲ و به کارگردانی فرانک پری است. در این فیلم بازیگرانی همچون کریستوفر ریو، ژنویو بوژو، فرناندو ری، جیسون میلر، جو کورتسه، آدولفو چلی، لئوناردو چیمینو، توماس میلیان، رابرت پروسکی، جو پانتولیانو، چارلز هالاهان، میلنا ووکوتیک، جو اسپینل، اتوره ماتیا و پاملا پراتی ایفای نقش کرده‌اند.